# Гидроксид-тринитрат церия
Гидроксид-тринитрат церия — неорганическое соединение, основная соль металла церия и азотной кислоты с формулой Ce(NO3)3(OH), красные кристаллы, растворимые в подкисленной холодной воде, образует кристаллогидрат.

## Получение
- Растворение оксида церия в горячей концентрированной азотной кислоте:

{\displaystyle {\mathsf {CeO_{2}+3HNO_{3}\ {\xrightarrow {80^{o}C}}\ Ce(NO_{3})_{3}(OH)+H_{2}O}}}

## Физические свойства
Гидроксид-тринитрат церия образует красные кристаллы (кристаллогидрат).
Хорошо растворяется в подкисленной холодной воде гидролизом по катиону, в чистой воде подвергается полному гидролизу.
Образует кристаллогидрат состава Ce(NO3)3(OH)•3H2O.

## Химические свойства
- Разлагается при нагревании:

{\displaystyle {\mathsf {4(Ce(NO_{3})_{3}(OH)\cdot 3H_{2}O)\ {\xrightarrow {200^{o}C}}\ 4CeO_{2}+12NO_{2}+3O_{2}+14H_{2}O}}}
- В воде (особенно при нагревании) подвергается полному гидролизу:

{\displaystyle {\mathsf {Ce(NO_{3})_{3}(OH)+H_{2}O\ {\xrightarrow {80^{o}C}}\ CeO_{2}\downarrow +3HNO_{3}}}}
- Является сильным окислителем:

{\displaystyle {\mathsf {2Ce(NO_{3})_{3}(OH)+8HCl\ {\xrightarrow {}}\ 2CeCl_{3}+Cl_{2}\uparrow +6HNO_{3}+2H_{2}O}}}
- Реагирует с щелочами:

{\displaystyle {\mathsf {Ce(NO_{3})_{3}(OH)+3NaOH\ {\xrightarrow {}}\ CeO_{2}\downarrow +3NaNO_{3}+2H_{2}O}}}